# Damba
Damba é uma cidade e município da província do Uíge, em Angola.
O município tem 6 915 km² e cerca de 132 mil habitantes. É limitado a norte pelo município de Maquela do Zombo, a leste pelos municípios de Sanza Pombo e Buengas, a sul pelos municípios de Bungo e Mucaba, e a oeste pelos municípios de Bembe e Cuimba.
O município é constituído pela comuna-sede, correspondente à cidade de Damba, e pelas comunas de Camatambo, Lêmboa e Petecusso. Até setembro de 2024 seu território continha a comuna de Mabanza Sosso.